# Ryjówka iberyjska
Ryjówka iberyjska (Sorex granarius) – gatunek ssaka z rodziny ryjówkowatych, zamieszkujący Półwysep Iberyjski.

## Genetyka
Diploidalna liczba chromosomów wynosi 2n = 36 bądź 37. Liczba fundamentalna od 38 do 40. Chromosom X jest duży i metacentryczny. Wszystkie autosomy są akrocentryczne, czego nie obserwuje się u żadnego innego przedstawiciela grupy ryjówki aksamitnej. Występują 2 chromosomy Y, oba akrocentryczne, Y1 niewielki, a Y2 średnich rozmiarów.

## Budowa
Średnich rozmiarów ryjówka. Długość głowy i tułowia wynosi od 6,3 do 7,2 cm w przypadku osobników niedojrzałych, brak innych danych. Ogon mierzy od 3,8 do 4,4 cm. Osiąga więc ponad 50% długości głowy i ciała. Ucho osiąga między 0,53 a 0,74 cm. Tylna stopa ma od 1,1 do 1,25 cm. Masa ciała zawiera się w przedziale od 4,5 do 8 g również dla zwierząt niedojrzałych.
Ubarwienie jest trójkolorowe. Grzbiet przyjmuje barwę sepii do ciemnego brązu. Kontrastujące boki są odeń jaśniejsze. Brzuch ma barwę żółtawoszarą. Autorzy zwracają uwagę na dwukolorowy ogon, w kolorze sepii grzbietowo i ciemnej ochry brzusznie. Inaczej wyglądają osobniki młodociane, u których nie zauważa się kontrastu między ciemniejszym grzbietem i jaśniejszymi bokami ciała, mają bardziej blade ubarwienie.

## Systematyka
Ryjówka iberyjska opisana została w 1910 przez Gerrita Smitha Millera jako podgatunek ryjówki aksamitnej. Jako miejsce typowe autor podał La Granja, Segovia, Spain, tak więc holotyp pochodził z Hiszpanii.
Badania genetyczne dotyczące jądrowego i mitochondrialnego DNA wykazały przynależność ryjówki iberyjskiej do araneus group, grupy gatunków ryjówki aksamitnej.
Nie wyróżnia się podgatunków.

## Tryb życia i cykl życiowy
W Portugalii ryjówka iberyjska przystępuje do rozrodu wiosną i latem. Autorzy wspominają o zbadaniu dwóch ciężarnych samic ryjówki iberyjskiej. Napotkano je w kwietniu i czerwcu. Pierwsza miała w macicy 4 zarodki, a kolejna 6. Ciąża w Portugalii trwa od 18 do 21 dni, kończąc się porodem od pięciu do siedmiu noworodków. Ryjówki te dojrzewają w drugim roku życia, przystępują do rozrodu i zwykle nie przeżywają kolejnej jesieni.

## Rozmieszczenie geograficzne
Ryjówka iberyjska zamieszkuje Półwysep Iberyjski. W Portugalii spotyka się ją na północy kraju, na północ od rzeki Tag. W Hiszpanii, skąd pochodził holotyp, obserwuje się ją na północnym zachodzie i w centrum kraju. Dokładniej zamieszkuje hiszpańską Galicję, zachodni Leon, północno-zachodnią Zamorę, wymienia się także Mesetę.

## Ekologia
Siedliskiem życia ryjówki iberyjskiej są góry środkowej Hiszpanii aż do wysokości 2000 m nad poziomem morza, gdzie zamieszkuje brzegi rzek i potoków, ale też atlantyckie wybrzeże, gdzie występuje na trawiastych równinach. Ponieważ nie są to szeroko rozpowszechnione siedliska, ryjówka iberyjska spotykana jest rzadko.
Nie ma też informacji dotyczących jej pożywienia.

## Zagrożenia i ochrona
IUCN uznaje ryjówkę iberyjską za gatunek najmniejszej troski.